# 索里馬納山 (聖托馬斯區)
14°41′12″S 72°26′57″W / 14.68667°S 72.44917°W
索里馬納山（Surimana），是秘魯的山峰，位於該國南部庫斯科大區，由瓊比維卡省的聖托馬斯區負責管轄，屬於萬索山脈的一部分，海拔高度5,000米。